# Миранда (язык программирования)
Miranda — функциональный язык программирования, созданный в 1985 году Дэвидом Тёрнером в качестве стандартного функционального языка. 
Имеет строгую полиморфную систему типов, поддерживает типы данных пользователя. Как и язык ML, преподаётся во многих университетах. Функциональные объекты строятся с помощью карринга (частичного применения) существующих функций. Обладает ленивой семантикой. Программа представляет собой множество определений.
Преемник языков SASL и Kent Recursive Calculator, использующий некоторые концепции ML и Hope. Оказал большое влияние на разработчиков языка Haskell.
Название языка происходит от имени героини пьесы «Буря» Уильяма Шекспира, Миранды. В ней она произносит фразу «О дивный новый мир!», что, по словам создателей, должно принести «дивный новый мир в функциональное программирование». Также героиня изображена на логотипе языка.

## Пример кода
Определение функции map и её последующее применение к функции, увеличивающей аргумент на два:
```
 
map
 
f
[]
 
=
 
[]

 
map
 
f
(
x
:
s
)
 
=
 
(
f
 
x
)
:
(
map
 
f
 
s
)

 
L
 
=
 
[
1
..
6
]

 
map
((
+
)
2
)
 
L

 
→
 
[
3
,
 
4
,
 
5
,
 
6
,
 
7
,
 
8
]

```

Двоеточие определяет голову (первый элемент) и хвост (последующие элементы) списка как при его композиции, так и при сопоставлении с образцом. Функция для увеличения аргумента на 2 получена частичным применением примитивной функции + к аргументу 2. Запись [1..6] — укороченная запись [1, 2, 3, 4, 5, 6].
Пример списочного выражения:
```
 
[
 
n
+
2
 
|
 
n
 
<-
 
[
1
..
6
]
 
]

 
→
 
[
3
,
 
4
,
 
5
,
 
6
,
 
7
,
 
8
]

```